# Heterocarpus
Heterocarpus is een geslacht van kreeftachtigen uit de klasse van de Malacostraca (hogere kreeftachtigen).

## Soorten
- Heterocarpus abulbus Yang, Chan & Chu, 2010
- Heterocarpus affinis Faxon, 1893
- Heterocarpus agassizi Allen & Butler, 1994
- Heterocarpus amacula Crosnier, 1988
- Heterocarpus calmani Crosnier, 1988
- Heterocarpus chani Li, 2006
- Heterocarpus corona Yang, Chan & Chu, 2010
- Heterocarpus cutressi Monterrosa, 1988
- Heterocarpus dorsalis Spence Bate, 1888
- Heterocarpus ensifer A. Milne-Edwards, 1881
- Heterocarpus gibbosus Spence Bate, 1888
- Heterocarpus grimaldii A. Milne-Edwards & Bouvier, 1900
- Heterocarpus hayashii Crosnier, 1988
- Heterocarpus hostilis Faxon, 1893
- Heterocarpus inopinatus Tavares, 1999
- Heterocarpus intermedius Crosnier, 1999
- Heterocarpus laevigatus Spence Bate, 1888
- Heterocarpus lepidus de Man, 1917
- Heterocarpus longirostris MacGilchrist, 1905
- Heterocarpus nasicus Timofeev, 1993
- Heterocarpus oryx A. Milne-Edwards, 1881
- Heterocarpus parvispina de Man, 1917
- Heterocarpus reedi Bahamonde, 1955
- Heterocarpus sibogae de Man, 1917
- Heterocarpus signatus Rathbun, 1906
- Heterocarpus tenuidentatus Cleva & Crosnier, 2006
- Heterocarpus tricarinatus Alcock & Anderson, 1894
- Heterocarpus vicarius Faxon, 1893
- Heterocarpus woodmasoni Alcock, 1901